# Matthias Neukirch
Matthias Neukirch (* 1963 in Aufseß) ist ein deutscher Schauspieler. Seit 2015 ist er engagiert am Schauspielhaus Zürich. Er ist Mitglied der Gruppe A Rose Is.

## Leben
Nach seinem Abitur am altsprachlichen Bismarck-Gymnasium in Karlsruhe studierte Matthias Neukirch Schauspiel am Mozarteum in Salzburg und war engagiert am Staatstheater Stuttgart, am Theater Heilbronn, am Theater am Neumarkt Zürich, am Staatstheater Kassel, am Nationaltheater Mannheim und am Schauspiel Hannover. Er arbeitete u. a. mit den Regisseuren Jorinde Dröse, Christoph Frick, Jürgen Gosch, Stephan Kimmig, Julian Klein, Bruno Klimek, Annette Kuss, Sebastian Nübling, Nicolas Stemann, Roger Vontobel, Stefan Pucher, Tilmann Köhler und Jossi Wieler. Seit 2001 ist er Mitglied der Künstlergruppe A Rose Is, war von 2009 bis 2015 Ensemblemitglied am Deutschen Theater Berlin und ist seitdem Mitglied des Ensembles am Schauspielhaus Zürich.
Seine eigene Arbeit Hans Schleif in Zusammenarbeit mit dem Regisseur Julian Klein am Deutschen Theater Berlin in Koproduktion mit dem !KF – Institut für künstlerische Forschung Berlin ist eine Spurensuche nach seinem Großvater Hans Schleif. Seit der Spielzeit 2015/2016 wird diese Produktion im Repertoire am Schauspielhaus Zürich gezeigt.

## Filmografie (Auswahl)
- 2009: Der verlorene Sohn
- 2015: Notruf Hafenkante – Der Kuss der Spinne
- 2018: Mario
- 2018: SOKO Köln – Außer Dienst